# Inge Paulini

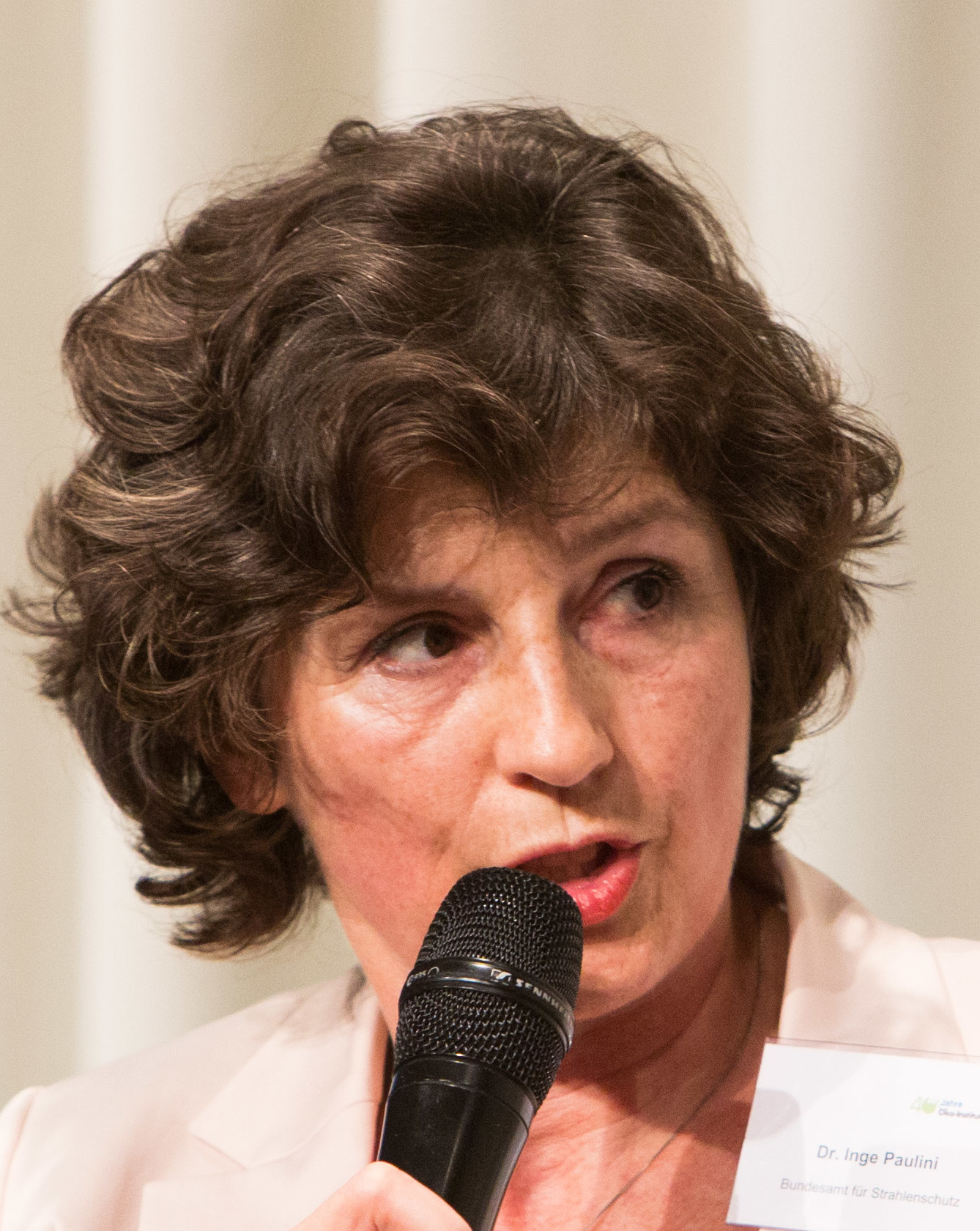
Inge Paulini, 2017

Inge Paulini (* 1960 in Siebenbürgen, Rumänien) ist eine deutsche Toxikologin und Ernährungswissenschaftlerin. Seit 2017 ist sie Präsidentin des Bundesamtes für Strahlenschutz (BfS). Zuvor war sie seit 2009 Generalsekretärin des Wissenschaftliches Beirates der Bundesregierung Globale Umweltveränderungen (WBGU).

## Berufsweg
Inge Paulini studierte Ernährungswissenschaften (Ökotrophologie) an der Rheinischen Friedrich-Wilhelms-Universität Bonn. Den Master of Science absolvierte sie an der Washington State University in Pullman (USA). 1991 promovierte sie mit einer toxikologischen Arbeit über Toxische Schädigung und Regeneration des Lungengewebes nach Inhalation von Kadmiumverbindungen. Eine vergleichende morphologische Untersuchung an Ratten, Hamstern und Mäusen zum Dr. rer. nat am Fraunhofer-Institut für Toxikologie und Experimentelle Medizin und der Universität Hannover.
Von 1993 bis 2008 war sie Mitarbeiterin des Umweltbundesamtes, wo sie zuletzt die Grundsatzabteilung leitete, deren Schwerpunkte Nachhaltigkeitsstrategien, Umweltrecht und Umweltökonomie sind.
Seit 2017 ist Inge Paulini Präsidentin des Bundesamtes für Strahlenschutz in Salzgitter-Lebenstedt.
Sie ist Mitglied einer Reihe von Gremien zur Nachhaltigen Entwicklung.

## Ehrenämter
- Mitglied im Kuratorium der PTB (Physikalisch-Technische Bundesanstalt), Braunschweig
- Mitglied im Verwaltungsrat der Stiftung Warentest

## Artikel
- Michael Bauchmüller: Die Frau fürs Unsichtbare. In: Süddeutsche Zeitung 13. März 2019, Seite 24 (Porträt über Paulini) online, Volltext kostenpflichtig
- Svenja Bergt: „Ja, von Mobilfunkstrahlung geht eine Gefahr aus“ „Nein, die Strahlung ist nicht gefährlich“. In: Die Tageszeitung. 26. November 2019 (Inge Paulini, im taz-Streitgespräch mit Wilfried Kühling).